# Жарков, Константин Павлович
Константи́н Па́влович  Жарко́в (1885 — ?) — полковник Кубанского казачьего войска, герой Первой мировой войны, участник Белого движения.

## Биография
Казак станицы Уманской Ейского отдела Кубанской области. Сын полковника Павла Степановича Жаркова.
Окончил 3-й Московский кадетский корпус (1902) и Константиновское артиллерийское училище (1905), откуда выпущен был хорунжим во 2-ю Кубанскую казачью батарею. Произведен в сотники 1 июня 1908 года, в подъесаулы — 5 октября 1911 года.
С началом Первой мировой войны выступил на Кавказский фронт в должности старшего офицера 2-й Кубанской казачьей батареи. Пожалован Георгиевским оружием
За то, что в бою под Хопиком 30 октября 1914 года, когда части Сарыкамышского отряда отходили от Керпикейских позиций под натиском превосходных сил противника, получив приказание задержать это энергичное наступление сильных колонн и цепей турок, занял своими 4-мя орудиями открытую позицию и, не взирая на направленный на него сильный огонь 2-х турецких батарей, своим энергичным и метким огнем, остановил наступление турецкой пехоты, чем и обеспечил общий спокойный отход.
Удостоен ордена Св. Георгия 4-й степени
За то, что в бою 29 июля 1915 года, когда наступление нашей пехоты на высоты правого берега р. Тарходжи-Чая и отроги горы Кырмызы-Дага было задержано огнем противника, командуя взводом 2-й Кубанской казачьей батареи, смело, решительно и лихо вынесся со своим взводом вперед своих цепей и находясь под сильным ружейным и артиллерийским огнем противника, быстро погасил огонь неприятельской артиллерии и смял неприятельскую пехоту. Затем, в боях 30 и 31 числа того же июля метким огнем орудий своего дивизиона оказал отличную существенную поддержку пехоте своего отряда при штурме Эндек горы. Находясь все время под действительным огнем неприятеля, есаул Жарков выказал личное мужество, полное презрение к опасности и в то же время сохранил столь необходимое для артиллерийского офицера хладнокровие.
9 марта 1916 года произведен в есаулы «за выслугу лет», а 5 мая 1917 года назначен командующим 4-й Кубанской казачьей батареей.
В Гражданскую войну участвовал в Белом движении на Юге России, полковник. С 11 декабря 1918 года был командиром Кавказского казачьего конно-артиллерийского дивизиона Добровольческой армии, затем состоял в распоряжении инспектора артиллерии Кубанского казачьего войска. С 12 января 1919 года назначен руководителем Учебно-подготовительной артиллерийской школы. В Русской армии — до эвакуации Крыма. Эвакуировался в Катарро на корабле «Истерн-Виктор».
В эмиграции в Югославии. Состоял членом Общества офицеров-артиллеристов. Дальнейшая судьба неизвестна.

## Награды
- Орден Святой Анны 3-й ст. с мечам и бантом (ВП 19.10.1915)
- Георгиевское оружие (ВП 7.01.1916)
- Орден Святого Георгия 4-й ст. (ВП 15.10.1916)